# 說謊者悖論
說謊者悖論（英語：Liar paradox）在哲學和邏輯學中，古典的說謊者悖論是指一個說謊者聲稱自己正在說謊：例如一個人聲稱：「我正在說謊」或者「我所說的皆為假」。如果他確實在說謊，那麼他所說的就是真的，但如果他所說的就是真的，那麼他就是在說謊；如果他不在說謊，則他說的話為假，但如果他在說謊，則他說的話就是真的。在「這個語句正在說謊」的悖論中，為了強化悖論，使悖論更經得起嚴格的邏輯分析，「說謊」的概念往往被「真假」的概念所取代，僅僅保留「說謊者」這一名稱來指涉關於古典二值邏輯會推導出矛盾的悖論。
如果「這個語句為假」為真，那麼這個語句為假，但是如果這個語句聲稱它為假，且它為假，那麼它一定為真，如此一來悖論於焉成形。

## 歷史
西元前6世紀，古希臘克里特島哲學家埃庇米尼得斯說了一句著名的話：「所有克里特人都是謊言者。」
嚴格來說，埃庇米尼得斯這句話並不能算是嚴格意義上的悖論，只能說根本不成立。如果埃庇米尼得斯所言為真，那麼克里特人就全都是說謊者，身為克里特人之一的埃庇米尼得斯自然也不例外，於是他所說的這句話應為謊言，但這跟先前假設此言為真，互相矛盾；假設此言為假，那麼也就是說有部分克利特人是不說謊的，則表示埃庇米尼得斯說謊，仍符合假設（即埃庇米尼得斯屬於克利特島的人中說謊的部分），因此這句話一定為假。
这句话被基督教圣人保罗引用在提多書1:10-13节中来告诫教会成员，让他们警惕克里特人。并于1:13节中称埃庇米尼得斯的语句为真。但聖經原文為：「克里特人常說謊話」 "1:12 One of their prophets has said, The men of Crete are ever false, evil beasts, lovers of food, hating work." 而非「所有克里特人都是謊言者。」
早期伊斯兰教传统将说谎者悖论反复推敲了将近五个世纪，在此过程中，伊斯兰学者们并没有受到其他文化圈的影响。波斯伊儿汗国时代的纳西尔丁·图西可能是第一个指出说谎者悖论属于“自我指涉”的哲学家。
後來，古希臘哲學家墨伽拉的歐幾里得與其門徒歐布利德斯對說謊者悖論有了更深一層的推理，就此逐漸形成了我們今日看見的說謊者悖論。

## 說謊者悖論與其流變之說明
說謊者悖論的問題在於它似乎證明了關於真值的一般信念實際上可推導出矛盾。語句即使完全根據語義和語法規則建構，也無法一致地指定真值給每一個語句。
最簡化版的說謊者悖論如下：
（Ａ）這個語句為假
如果（Ａ）為真，那麼「這個語句為假」為真，如此一來，（Ａ）一定為假。從（Ａ）為真的假設推導出（Ａ）為假的結論，矛盾。

如果（Ａ）為假，那麼「這個語句為假」為假，如此一來，（Ａ）一定為真。從（Ａ）為假的假設推導出（Ａ）為真的結論，另一個矛盾。
對一個說謊者語句（所謂說謊者語句（liar sentence），是指像（Ａ）那樣會推導出矛盾結論的語句）而言，如果它是假的，那麼它可以被證明為真，如果它是真的，那麼它可以被證明為假的。這推導出有些語句是不真不假的。

因此，對於說謊者悖論有效的回應是，拒絕「所有語句要麼為真要麼為假」的主張，也就是拒絕與排中律有關的二值原理。
但對於「有些語句不真不假的」的解決方案，馬上又面臨到下一個挑戰，也就是強化版的說謊者悖論，如下：
（Ｂ）這個語句不為真
如果（Ｂ）是不真不假的，那麼（Ｂ）一定不為真。但從（Ｂ）對它自身的陳述，又意味著（Ｂ）一定為真。由於（Ｂ）不為真但又為真。另一個悖論於焉成形。
由於上述認定說謊者語句為不真不假的解決方案仍然會遭遇強化版說謊者悖論的挑戰。因此，Graham Priest建議認定說謊者語句是既真且假的。Graham Priest的認定不只拒絕了古典邏輯中的排中律，也拒絕了矛盾律（即不存在既真且假的語句）。但Graham Priest的分析仍然會遭遇以下困難：
（Ｃ）這個語句只為假
如果（Ｃ）是既真且假的，那麼（Ｃ）只為假。然而，這不為真。（Ｃ）為真卻又不為真。矛盾。
另外，也存在多語句版本的說謊者悖論，以下是雙語句版本的說謊者悖論：
（Ｄ１）下個語句為真
（Ｄ２）上個語句為假
假設（Ｄ１）為真。那麼（Ｄ２）為真。這意味著（Ｄ１）為假。如此一來（Ｄ１）既真且假。

假設（Ｄ１）為假。那麼（Ｄ２）為假。這意味著（Ｄ１）為真。如此一來（Ｄ１）既真且假。

無論假設（Ｄ１）為真或為假，最終將推導出（Ｄ１）既真且假的結論—以上，與（Ａ）同樣的悖論於焉成形
多語句版本的說謊者悖論可推廣致任何語句循環序列，只要該語句循環序列規定存在奇數語句，且每一個語句皆指定假給它們的後繼（只要最後一個語句指派真或假給第一個語句）；以下是三語句版本的說謊者悖論，每一個語句皆指定假給他們的後繼：
（Ｅ１）Ｅ２為假
（Ｅ２）Ｅ３為假
（Ｅ３）Ｅ１為假
假設（Ｅ１）為真。那麼（Ｅ２）為假。這意味著（Ｅ３）為真，如此一來（Ｅ１）為假，矛盾。

假設（Ｅ１）為假，那麼（Ｅ２）為真。這意味著（Ｅ３）為假，如此一來（Ｅ１）為真，矛盾。

## 說謊者悖論與其他悖論
說謊者悖論是一種二值邏輯悖論，以下是與其幾乎一致的皮諾丘悖論之對照：
說謊者悖論：
（1）：此話為真=>此人說謊=>此話為假
（2）：此話為假=>此人並未說謊=>此話為真
若用說謊者悖論的理解方式，代入皮諾丘悖論：
鼻子變長=說謊，鼻子並未變長=未說謊
（1）：此話為真=>則鼻子真的為長（此人說謊）=>此話為假
（2）：此話為假=>則鼻子並未變長（此人並未說謊）=>此話為真
由此可見，兩種悖論幾乎是相同的，只不過皮諾丘悖論增加了故事性，讓人們更容易理解。

## 可能的解答

### 阿爾弗雷德·塔斯基
阿爾弗雷德·塔斯基認為這個悖論的出現是由於語言的「語義封閉性」。所謂「語義封閉性」是指一語言中的一語句被同一語言中另一語句(或者該語句自身)的真理述詞指涉「為真」（或「為假」）。為了避免自我矛盾，當討論真值有必要區分語言的階層，每一個含有真理述詞的語句只能指涉較低層級的語言的語句「為真」（或「為假」）。如此一來，當一個語句指涉另一語句的真值時，該語句所在的語言在語義學上更高階。這個語句所指涉的較低階層的語句，其所屬的語言被稱為「對象語言」，而指涉較低階層語句真值的語句本身所在的語言則被稱為「後設語言」。較高語義層級的語言指涉較低階層級語言是合法的，反之則不然。
塔斯基區分了「對象語言」以及「後設語言」，是為了避免語言系統中產生自我指涉而產生說謊者悖論。以簡單版和加強版的說謊者悖論為例，「這個語句為假」或「這個語句不為真」，根據塔斯基的區分，這個語句是不合法的，因為該語句的真理述詞是指涉同一階層的語言的語句（也就是該語句本身）。而在雙語句以及多語句的說謊者悖論，一定存在一個語句是屬於較低階層的語言，其真理述詞卻指涉較高階層的語言，因而不合法。因此塔斯基的語義階層理論被視為是說謊者悖論的解答之一。
不幸的是，這個系統是不完備的。一考慮以下語句「對每一個在階層中α層級的語句，存在一個在α+1 層級的語句聲稱第一個語句為假」。這是一個關於塔斯基所定義的階層的語句，該語句有意義且為真，但是該語句指涉階層中的每個層級，如此它必須是在階級中的每個層級之外，因此該語句不可能在這個階級裡面。

### Arthur Prior
根據Arthur Prior的分析，說謊者語句並不存在悖論。他主張任何語句都包含對自己真值的隱含斷言。例如，語句「二加二等於四」其實就隱含了「二加二等於四為真」的真值斷言，因此，「二加二等於四為真」所含的資訊不多過語句「二加二等於四」，因為後者已經隱含了前者「...為真」的段落。在說謊者語句的自我指涉中，段落「...為真」與「這整個語句為真且...（刪節號省略了自我指涉的語句自身）」等價。
因此以下兩個語句等價：
- 這個語句為假
- 這個語句為真且這個語句為假

第一句是標準的說謊者語句，第二句則是只是單純的「A且非A」的矛盾句形式，矛盾句是邏輯上必然假的語句。根據Arthur Prior的分析，說謊者語句與矛盾句等價。悖論是指從為真的前提推導出矛盾的結論，然而根據Arthur Prior的分析，說謊者語句自始就隱含矛盾而為假，也就是前提為假。所謂的說謊者悖論其實只是由一個一開始就隱含矛盾的假語句推導出另一個矛盾，並不滿足悖論的定義，因此說謊者悖論的存在只是錯覺而已，其實悖論並不存在。其他哲學家，例如Eugene Mills與 Neil Lefebvre及 Melissa Schelein，也有類似的答案。

### 索爾·克里普克
索爾·克里普克論證無論這個語句是否是悖論，都是依賴於偶然事實。
他假設了一個情境：
如果史密斯唯一說了有關約翰的話是：
- 約翰所說的有關我的大多數是假的

並且約翰只有說了關於史密斯三件事：
- 史密斯是大富豪。
- 史密斯對犯罪心軟。
- 任何史密斯所說有關我的都為真。

如果史密斯真的是大富豪但卻不對犯罪心軟，那麼史密斯的話以及約翰最後一句關於史密斯的話存在悖論。
克里普克提議以下方法解決問題。如果一個語句的真值最終被一些關於世界的可評價事實綁定，那麼這個語句是「有根基的」。若否，則這個語句是「無根基的」。無根基的語句是沒有真值的。說謊者語句以及類說謊者語句都是無根基的，因此它們並沒有真值。

### Jon Barwise與John Etchemendy
Jon Barwise與John Etchemendy提議說謊者悖論是來自於說謊者語句存在歧義。他們這個結論的的基礎在於區別「拒絕」（denial）以及「否定」（negation）。如果說謊者的意思是「並非這個句子為真」，那麼它是拒絕自身。如果意思是「這個句子不為真」，那麼它是否定自身。他們接著論證，基於情境語義學，「拒絕的說謊者」可以為真而不矛盾，同時「否定的說謊者」可以為假而不矛盾。

### 雙面真理論
Graham Priest以及其他邏輯學家，包含 J.C. Beall，以及 Bradley Armour-Garb提議說謊者語句應該被考慮成是既真且假的，這種觀點被稱為「雙面真理論」。雙面真理論的觀點是說存在著一些為真的矛盾句。承認有矛盾句為真馬上面臨問題，首先由於雙面真理論承認說謊者悖論為真，也就承認內在矛盾為真，這必須丟棄長久被承認的爆炸原理，爆炸原理是說任何的命題都可以從矛盾句演繹而來，如果接受矛盾為真卻不拒絕爆炸原理，那麼根據爆炸原理，從矛盾句可以推論出所有的命題皆為真。除非雙面真理論者願意接受瑣碎論—這個觀點是說所有命題都為真。由於瑣碎論是一個直觀上為假的觀點，雙面真理論者幾乎總是拒絕爆炸原理。拒絕爆炸原理的邏輯被稱之為次協調邏輯。

## 外部連結
- Bradley Dowden. . .
- J C Beall and Michael Glanzberg. . 扎尔塔, 爱德华·N  (编). .